# Bucculatrix obscurella
Bucculatrix obscurella är en fjärilsart som beskrevs av Stanislaus Klemensiewicz. Bucculatrix obscurella ingår i släktet Bucculatrix och familjen kronmalar. Inga underarter finns listade i Catalogue of Life.